# Black Beauty (film, 2020)
Pour les articles homonymes, voir Black Beauty (homonymie).
Pour plus de détails, voir Fiche technique et Distribution.
Black Beauty est un film américain réalisé par Ashley Davis, sorti en 2020. Il s'agit d'une adaptation cinématographique du roman du même nom d'Anna Sewell publié en 1877.

## Synopsis
Jo Green, âgée de dix-sept ans, va tisser un lien très profond avec Black Beauty, un cheval sauvage. L'animal va aider la jeune fille à surmonter la perte de ses parents.

## Fiche technique
- Titre original : Black Beauty
- Réalisation : Ashley Avis
- Scénario : Ashley Avis, d'après le roman Black Beauty, d' Anna Sewell
- Costumes : Neil McClean
- Photographie : David Procter
- Musique : Guillaume Roussel
- Montage : Ashley Avis
- Sociétés de production : Constantin Film, JB Pictures, Bolt Pictures
- Société de distribution : Disney+
- Budget :
- Pays d’origine :  États-Unis
- Langue originale : Anglais
- Genre : drame
- Durée : 110 minutes
- Dates de sortie :
  - Monde : 27 novembre 2020 (Disney+)

## Distribution
- Mackenzie Foy (VF : Adeline Chetail) : Jo Green
- Kate Winslet (VF : Anneliese Fromont) : Black Beauty (voix)
- Fern Deacon : Georgina Winthorp
- Claire Forlani (VF : Laura Blanc) : Mme Winthorp
- Iain Glen (VF : Jérémie Covillault) : John Manly
- Calam Lynch (VF : Jim Redler) : George Winthorp
- Max Raphael : James
- Hakeem Kae-Kazeem (VF : Fabrice Lelyon) : Terry
- Matt Rippy : Henry Gordon
- Annica Liljeblad : Dr Woods

Version française
- Société de doublage : Titra Film
- Direction artistique : Stéphane Marais
- Adaptation des dialogues : Marilou Adam

source : carton de doublage sur Disney+

## Production
En mai 2019, il est annoncé qu'une nouvelle adaptation du roman Black Beauty d'Anna Sewell est en développement, avec Ashley Avis comme réalisatrice-scénariste. Mackenzie Foy et Kate Winslet sont alors annoncées comme têtes d'affiche.
Le tournage débute en octobre 2019 en Afrique du Sud, alors que Claire Forlani et Iain Glen rejoignent la distribution.